# Campo Profundo Sul do Hubble

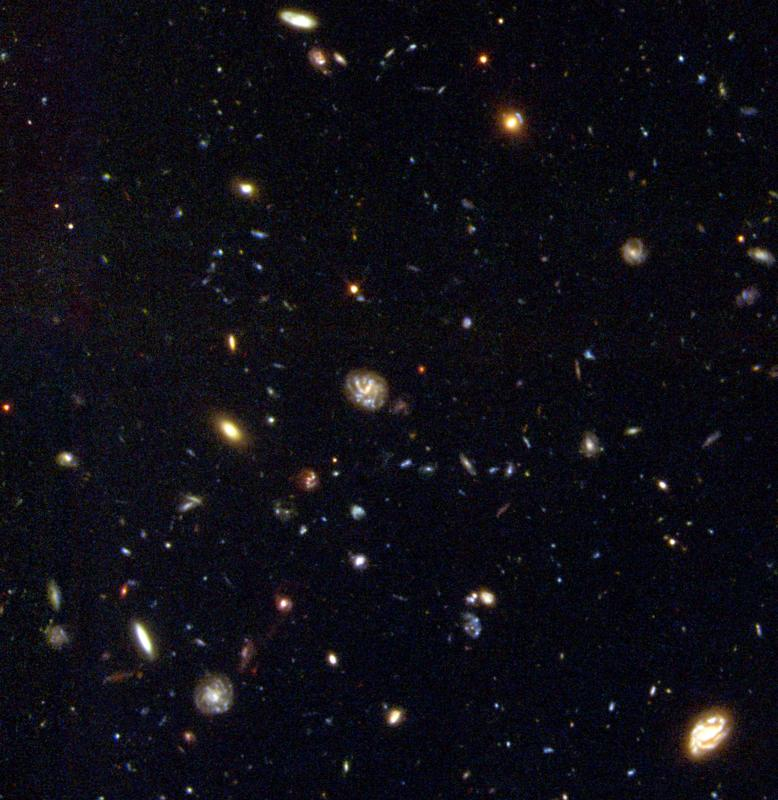
Campo Profundo Sul do Hubble

O Campo Profundo Sul do Hubble é uma composição de centenas de imagens criada pelo Space Telescope Science Institute e pelo Goddard Space Flight Center. As imagens utilizadas foram obtidas através do telescópio espacial Hubble durante uma observação de dez dias em outubro de 1998 numa pequena região na constelação de Tucana. Seguiu o sucesso do Campo Profundo do Hubble, entretanto mirando agora uma região do hemisfério sul.

## Criação
Seguindo o sucesso do Campo Profundo do Hubble em prover informações que geraram muitas publicações e outros projetos percebeu-se a importância de prover os observatórios do hemisfério sul com informações semelhantes para colaborar com a pesquisa do universo distante.
Para esta composição foi escolhida uma região do hemisfério sul que estivesse distante do disco galático da Via Láctea pois esta contém grande quantidade de matéria que obstrui o campo de visão. A região também deveria estar livre de estrelas da própria Via Láctea. Com base nestes critérios foi escolhido o campo localizado nas coordenadas equatoriais 22h 32m 56.22s de ascensão reta e -60° 33′ 02.69″ de declinação na constelação de Tucana nas proximidades do polo sul celeste.
As observações de teste ocorreram em outubro de 1997, as fotografias entre 20 e 30 de outubro de 1998 e os resultados da observação foram abertos ao público em 28 de novembro de 1998.

## Resultados
A imagem confirma o princípio cosmológico de que o universo é homogêneo e isotrópico em larga escala, ou seja, parece o mesmo independente da direção em que se observa, dada a semelhança do campo sul com a imagem do campo norte e depois novamente comprovada pelo Campo Super Profundo do Hubble. A busca pelo campo também levou a descoberta de um quasar que está incluso na imagem final.
O estudo desta região foi complementado por observações em outros comprimentos de onda realizados por observatórios de outras instituições como o Observatório Europeu do Sul e a Universidade de Nova Gales do Sul na Austrália.